# Tachyglossus aculeatus aculeatus
Tachyglossus aculeatus aculeatus (лат.) — номинативный подвид австралийской ехидны (Tachyglossus aculeatus), обитающий на территории Виктории, южной части Квинсленда и восточной части Нового Южного Уэльса. Как и другие подвиды, животное насекомоядно.

## Систематика
Была научно описана английским зоологом Джорджем Шоу в 1792 году. 
Согласно данным сайта Mammal Species of the World, в синонимику подвида входят следующие таксоны (родовые и видовые названия на сайте не указаны):
- australiensis (Lesson, 1827)
- australis (Lesson, 1836)
- corealis (Krefft, 1872)
- eracinius (Mudie, 1829)
- hystrix (Home, 1802)
- longiaculeata (Tiedemann, 1808)
- myrmecophagus (Goldfuss, 1809)
- novaehollandiae (Lacepede, 1799)
- orientalis (Krefft, 1872)
- sydneiensis (Kowarzik, 1909)
- typica (Thomas, 1885)

## Миоглобин
Скелетный миоглобин T. a. aculeatus состоит из 153 остатков. При сравнении его первичной структуры аминокислотной последовательности с такой у утконоса (Ornithorhynchus anatinus) было обнаружено 9 отличий, в то время как при её сравнении со структурой у сумчатых (Marsupialia) и эутерий (Eutheria) отличий оказалось больше примерно в 2 раза. 